# Anomia simplex
La ostra de silla de montar (Anomia simplex) es un molusco bivalvo de la familia Anomiidae. Esta especie de bivalvo/gasterópodo es marina.

## Clasificación y descripción
La especie Anomia simplex tiene una concha frágil de forma circular irregular. La valva derecha es más delgada y a menudo de forma cóncava, con el agujero del biso cerca del margen dorsal. La valva izquierda es ligeramente más gruesa y más cóncava, con tres cicatrices musculares en la parte central. En ambas valvas se pueden observar las líneas de crecimiento. Esta especie de bivalvo alcanza los 33 mm de diámetro.

## Distribución
Esta especie se distribuye de Massachusetts a Florida y Texas, Estados Unidos, Brasil y Bermuda. En México, esta especie se distribuye desde Tampico, Veracruz hasta Quintana Roo, en el Mar Caribe.

## Hábitat
A. simplex es un bivalvo sésil que cementa la valva derecha utilizando el biso. Siempre está asociado a sustratos duros como rocas y otras conchas de moluscos de mayor tamaño.

## Estado de conservación
Las conchas de esta especie son utilizadas raras veces en la elaboración de artesanías marinas.
No se encuentra en ninguna categoría de protección, ni en la Lista Roja de la IUCN (International Union for Conservation of Nature) ni en CITES (Convención sobre el Comercio Internacional de Especies Amenazadas de Fauna y Flora Silvestres).